# Ehrenstein-Täuschung
Die Ehrenstein-Täuschung (engl. Ehrenstein illusion) ist eine im Jahre 1941 von dem deutschen Psychologen Walter Ehrenstein (1899–1961) entwickelte geometrisch-optische Täuschung, bei der die Fläche zwischen den Endpunkten gitterförmig angeordneter Linien aufgehellt wahrgenommen wird.

Abb. 1
Abb. 2
Abb. 3
Abb. 4

- Abbildung 1 zeigt auf weißem Hintergrund ein schwarzes Gitter, in dem ein Teil der Kreuzungspunkte durch weiße Kreisflächen überdeckt wird, wodurch Gitterlinien unterbrochen werden. Obwohl die Kreisflächen denselben Weißton haben wie der Hintergrund, erscheinen diese gegenüber dem Hintergrund aufgehellt. Die kreisförmigen Scheinkonturen werden als verschwommen wirkende sogenannte Helligkeitstraßen wahrgenommen.
- Durch diagonale Linien wird dieser Aufhellungseffekt verstärkt. Die Scheinkonturen der weißen Kreise erscheinen nun schärfer abgegrenzt (Abbildung 2).
- Werden die scheinbaren Kreiskonturen durch reale Konturen ersetzt, so verschwindet die Empfindung der aufgehellten Kreisflächen (Abbildung 3).[2][3]

In einer weiteren nach Walter Ehrenstein benannten Täuschung erscheint ein von Strahlen durchzogenes Quadrat zu einem Trapez verzerrt (Abbildung 4).